# Perognathus inornatus
Espèce
Statut de conservation UICN

 LC  : Préoccupation mineure
Perognathus inornatus est une espèce de Rongeurs de la famille des Heteromyidae qui fait partie des souris à poches, c'est-à-dire des souris à abajoues. Cet animal est endémique de  Californie.
L'espèce a été décrite pour la première fois en 1889 par un zoologiste américain, Clinton Hart Merriam (1855-1942).

## Liste des sous-espèces
Selon Mammal Species of the World (version 3, 2005)  (2 déc. 2012) :
- sous-espèce Perognathus inornatus inornatus
- sous-espèce Perognathus inornatus neglectus
- sous-espèce Perognathus inornatus psammophilus

Selon NCBI (2 déc. 2012) :
- sous-espèce Perognathus inornatus inornatus
- sous-espèce Perognathus inornatus neglectus